# Stazione di Roskilde
La stazione di Roskilde (in danese Roskilde Banegård) è una stazione ferroviaria a servizio dell'omonima città danese.